# Вервио
Вѐрвио (на италиански: Vervio, на западноломбардски: Vèrv, Верв) е село и община в Северна Италия, провинция Сондрио, регион Ломбардия. Разположено е на 546 m надморска височина. Населението на общината е 216 души (към 2010 г.).